# Dicranota avis
Dicranota (Rhaphidolabis) avis là một loài ruồi trong họ Pediciidae. Chúng phân bố ở vùng sinh thái Nearctic.